# 劉覽
劉覽（480年代—6世紀），字孝智，彭城安上里人，南梁官员。
劉覽的祖父是劉宋司空劉勔，父親南齊太常劉悛，兄弟劉孺、劉遵。劉覽十六歲就懂得《老子》、《易經》，曾任職中書郎，因為母親逝世辭官，住在墳墓旁邊。兩年內不吃鹽醋，冬天只穿著薄衣服；家人都怕他挨不下去，夜半偷偷放置炭火在他的床下，劉覽覺得突然暖了而睡覺，醒來得知後哭泣到嘔血。梁武帝聽說他的孝行，就多次看望他。服喪完畢，劉覽獲任命為尚書左丞，他個性聰明，尚書令史七百名官員，他見過就能記住姓名；為官清廉，不曾徇私。姊夫御史中丞褚湮與從兄吏部郎劉孝綽在職期間貪污，劉覽就上奏彈劾，令二人被免職。劉孝綽就埋怨他，對別人說：「狗隻咬路人，劉覽噬家人。」之後他外任始興內史，治理當地清節，回朝後再次任職尚書左丞，在任內去世。

## 引用
1. 1 2 3  《梁書·卷四十一·列傳第三十》：劉孺字孝稚，彭城安上里人也。祖勔，宋司空忠昭公。父悛，齊太常敬子。……覽字孝智，十六通《老》、《易》。歷官中書郎，以所生母憂，廬于墓。再期，口不嚐鹽酪，冬止著單布。家人患其不勝喪，中夜竊置炭於床下，覽因暖氣得睡，旣覺知之，號慟歐血。高祖聞其有至性，數省視之。
2. 1 2 3  《南史·卷三十九·列傳第二十九》：（劉悛）子孺字季幼……覽字孝智，十六通老、易，位中書郎。以所生母憂，廬於墓，再期不嚐鹽酪，食麥粥而已。隆冬止著單布衣，家人慮不勝喪，中夜竊置炭於床下，覽因暖得寐。及覺知之，號慟歐血。梁武帝聞其至性，數使省視。
3. ↑  《梁書·卷四十一·列傳第三十》：服闋，除尚書左丞。性聰敏，尚書令史七百人，一見並記名姓。當官清正，無所私。姊夫御史中丞褚湮、從兄吏部郎孝綽，在職頗通贓貨，覽劾奏，並免官。孝綽怨之，嘗謂人曰：「犬齧行路，覽噬家人。」出爲始興內史，治郡尤勵清節。還復爲左丞，卒官。
4. ↑  《南史·卷六十二·列傳第五十二》：服闋，除尚書左丞。性聰敏，尚書令史七百人，一見並記名姓。當官清正無所私。從兄吏部郎孝綽，在職頗通贓貨，覽劾奏免官。孝綽怨之，常謂人曰：「犬噬行路，覽噬家人。」出為始興內史，居郡尤勵清節。復為左丞，卒官。